# Gausdal
Gausdal és un municipi situat al comtat d'Innlandet, Noruega. Té 6.227 habitants (2016) i té una superfície de 1.192 km². El centre administratiu del municipi és el poble de Segalstad bru.
Gausdal limita al nord-oest amb el municipi de Sør-Fron, al nord-est amb Ringebu i Øyer, al sud-est amb Lillehammer, al sud amb Nordre Land, i al sud-oest amb Nord-Aurdal i Øystre Slidre.
Al vessant sud de la muntanya Skeikampen hi ha una coneguda zona d'esquí. L'afluent occidental del Gudbrandsdalslågen és el riu Gausa, que flueix a través de la vall de Gausdal. El parc nacional més petit de Noruega, el Parc Nacional d'Ormtjernkampen, es troba dins del municipi.